# Autostrada 4 (Izrael)
Autostrada 4 (hebr.: כביש 4) – droga ekspresowa i autostrada położona w Izraelu. Biegnie ona wzdłuż całej przybrzeżnej równiny przy Morzu Śródziemnym, od przejścia granicznego ze Strefą Gazy (na południu) do przejścia granicznego z Libanem (na północy). Do Porozumienia z Oslo w 1993 roku droga przebiegała przez Strefę Gazy do przejścia granicznego z Egiptem.

## Przebieg
Pomimo że na całej swojej długości droga posiada oznaczenie nr 4, to przyjęło się ją dzielić na pięć autostrad, z których każda ma odmienne cechy charakterystyczne:

### Autostrada Południowego Wybrzeża
Autostrada Południowego Wybrzeża (ang. Southern Coastal Highway; hebr.: השפלה – מדרום לצפון) rozpoczyna się na południu Izraela, na przejściu granicznym Erez ze Strefą Gazy. Po stronie palestyńskiej znajduje się tutaj strefa przemysłowa Erez, a po izraelskiej duży kompleks szklarni. Po opuszczeniu terenu przejścia granicznego, droga nr 4 kieruje się na północ i po 1,9 km dojeżdża do skrzyżowania, na którym można skręcić na wschód do kibucu Erez. Po następnych 100 metrach jest skrzyżowanie ze zjazdem do położonego na zachód od drogi moszawu Netiw ha-Asara.
Po przejechaniu 2 km dojeżdża się do położonego na zachód od drogi kibucu Jad Mordechaj. Droga nr 4 w tym miejscu robi się dwupasmową i otrzymuje status drogi ekspresowej. Po 200 metrach jest skrzyżowanie z drogą ekspresową nr 34, która prowadzi na południowy wschód do miasta Sederot.
Po 2 km dojeżdża się do skrzyżowania z drogą nr 3411, którą można dojechać do położonych na zachodzie kibuców Karmijja i Zikim. Po kolejnych 100 metrach jest skrzyżowanie, na którym zjeżdża się do położonego na wschodzie kibucu Gewaram. Przez następny odcinek droga mija po zachodniej stronie kompleks leśny oraz przejeżdża wiaduktem nad torami kolejowymi prowadzącymi do portu Aszkelon. Zaraz za wiaduktem znajduje się skrzyżowanie ze zjazdem do położonego na zachód od drogi moszawu Mawki’im. Po kolejnym 1 km jest skrzyżowanie z dwupasmową drogą prowadzącą na zachód do strefy przemysłowej i portu Aszkelon. Po 2 km droga dociera do położonej po wschodniej stronie wioski Bat Hadar, za którą jest skrzyżowanie z drogą nr 3412 , która prowadzi na południowy wschód do moszawów Bet Szikma, Ge’a i Talme Jafe.
Następnie droga wykręca łagodnym łukiem w kierunku północno-wschodnim i dociera do przedmieść Aszkelonu, gdzie znajduje się skrzyżowanie z ulicą Davida Ben Guriona. Można tutaj zjechać do Północnej Strefy Przemysłowej oraz osiedli mieszkaniowych Migdal, Ne’ot Aszkelon i Karmei Tsiyon. Za tym skrzyżowaniem droga przejeżdża wiaduktem nad torami kolejowymi i po 1 km dociera do skrzyżowania z drogą ekspresową nr 35. Można tu skręcić na wschód i dojechać do moszawów Berechja i Maszen. Po kolejnym 1 km znajduje się skrzyżowanie z drogą ekspresową nr 3. Można tu zjechać na zachód do centrum handlowego i stacji kolejowej Aszkelon lub na wschód do wsi Kefar Silwer. Po 0,5 km jest skrzyżowanie z ulicą Menachema Begina, która prowadzi na zachód do osiedli mieszkaniowych Neve Dekalim i Kohaw Ha-Cafon. Po opuszczeniu Aszkelonu droga biegnie przez 5,5 km wzdłuż nadmorskich wydm i dociera do skrzyżowania z drogą nr 232, gdzie można zjechać do położonego na wschodzie kibucu Niccanim. Po 200 metrach jest skrzyżowanie z drogą nr 3631, na którym można zjechać do położonych po zachodniej stronie drogi wiosek Niccan B i Niccan. Po następnych 2 km jest zjazd do położonego na wschodzie moszawu Bet Ezra. Następnie droga wykręca łukiem w kierunku wschodnim omijając po zachodniej stronie wzgórze Tel Ashdod. Po 1 km znajduje się skrzyżowanie z drogą nr 3711, którą można dojechać do położonych na wschodzie moszawów Emunim i Sede Uzzijjahu, oraz wioski Ezer. Następnie droga wykręca na północ i po 1 km dojeżdża do skrzyżowania z drogą nr 3712, która prowadzi na wschód do moszawu Sede Uzzijjahu. Po 500 metrach jest zjazd do położonej po stronie zachodniej strefy przemysłowej Ad Halom. Po 500 metrach droga dociera do miasta Aszdod, mija stację kolejową Aszdod i dojeżdża do skrzyżowania z ulicą Menachema Begina, która prowadzi na zachód do osiedli Rova 8, Rova 9 i Rova 10. Następnie droga wykręca w kierunku północno-wschodnim, przejeżdża wiaduktem nad rzeką Lachisz i po 500 metrach dociera do skrzyżowania z drogą nr 3703, którą można dotrzeć do położonych na wschodzie moszawu Szetulim i miasteczka Gan Jawne. Po minięciu tego skrzyżowania droga uzyskuje status autostrady.

### Autostrada Tel Awiw-Aszdod
Autostrada Tel Awiw-Aszdod (ang. Tel Awiw–Ashdod Highway; hebr.: גוש דן – מדרום לצפון) rozpoczyna się na wysokości miasta Aszdod.
Po 7 km autostrada dociera do węzła drogowego z drogą ekspresową nr 42. Można tutaj zjechać do położonego na wschodzie moszawu Gan ha-Darom. Po 1 km znajduje się węzeł drogowy z drogą ekspresową nr 41. Można tutaj zjechać do położonego na zachodzie moszawów Bene Darom i Nir Gallim, oraz do portu Aszdod. Następnie autostrada mija położony po wschodniej stronie moszaw Kefar Awiw, przejeżdża wiaduktem nad torami kolejowymi prowadzącymi do portu Aszdod, mija będący na wschodzie moszaw Ben Zakkaj oraz położoną na zachodzie tajną bazę Izraelskich Sił Obronnych. Po 8 km dojeżdża do węzła drogowego z drogą nr 4111. Można tutaj zjechać na wschód do miasta Jawne, lub na zachód do wojskowej bazy Palmachim oraz Centrum Badań Nuklearnych Sorek.
Po opuszczeniu miasta Jawne, autostrada przejeżdża przez pas nadmorskich wydm, mija wiaduktem drogę nr 4311 łączącą moszaw Gan Sorek z kibucem Palmachim. Następnie autostrada wykręca łagodnym łukiem w kierunku północno-wschodnim i dojeżdża do węzła drogowego na przedmieściach miasta Riszon le-Cijjon, na którym rozdziela się na autostradę nr 4 i autostradę nr 20. Po 1 km jest węzeł drogowy z autostradą. Można tu zjechać do położonych na południowym wschodzie strefy przemysłowej Me’uyan Sorek oraz moszawu Gan Sorek. Po 2 km jest węzeł drogowy z drogą ekspresową nr 42. Następnie wjeżdża pomiędzy osiedla mieszkaniowe Riszon Le-Cijon, przejeżdża wiaduktem nad ulicą Hachistadrut i dociera do węzła drogowego z drogą nr 441 . Można tutaj zjechać do Riszon le-Cijjon. Następnie droga wyjeżdża z miasta i jeszcze bardziej wykręca w kierunku północno-wschodnim. Po 4 km autostrada dojeżdża do węzła drogowego z nr 44. Można tutaj zjechać na zachód do miasta Holon i miasteczka Azor, oraz położonego na wschodzie moszawu Miszmar ha-Sziwa. Po 1 km jest węzeł drogowy z autostradą nr 1.

### Autostrada Geha

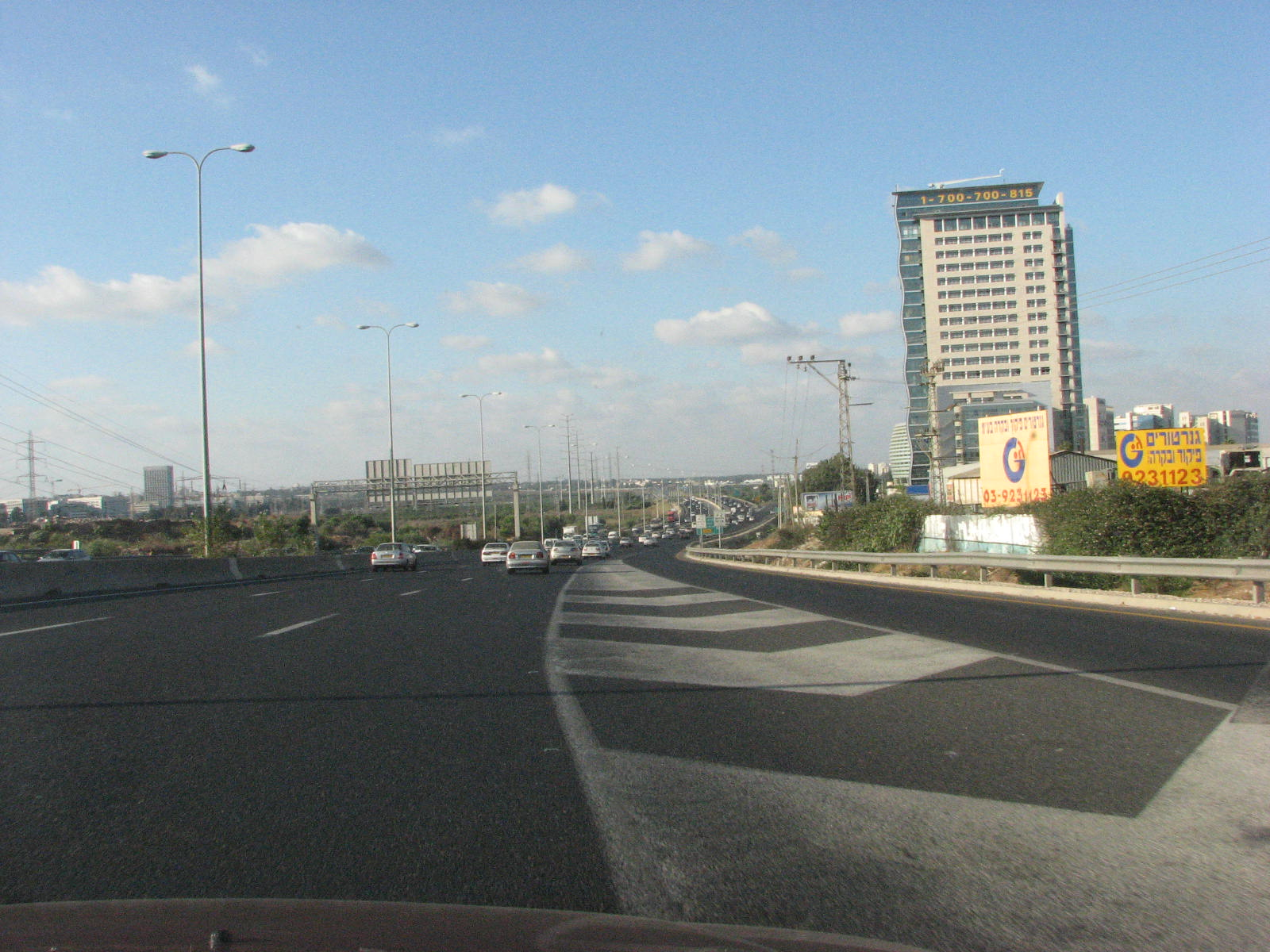
Autostrada Geha

Autostrada Geha (ang. Geha Highway) przebiega w obrębie aglomeracji miejskiej Gusz Dan.
W odległości 500 metrów za węzłem drogowym z autostradą nr 1, z nitki prowadzącej na północ jest zjazd do położonego po stronie wschodniej moszawu Gannot. Następnie autostrada mija po stronie wschodniej moszaw Chemed i po stronie zachodniej Ajalon Park, po czym wykręca łagodnie w kierunku północnym. Po 1,5 km znajduje się węzeł drogowy z drogą nr 461. Można tutaj zjechać na zachód do parku safarii i ZOO przy mieście Ramat Gan i położonego dalej Tel Awiwu, lub na wschód do miasta Or Jehuda. Po 2 km autostrada dociera do węzła drogowego, w którym przebiega wiaduktem nad ulicą Aluf Sadeh, która łączy osiedla miasta Ramat Gan. Można tutaj zjechać na wschód do osiedli Ramat Ef’al, Beit Ha-Am i centrum medycznego Sheba Medical Center, lub na zachód do centrum miasta. Po przejechaniu 1 km jest węzeł drogowy, w którym odbija na wschód droga nr 471. Można tutaj zjechać do Uniwersytetu Bar Ilan w Ramat Gan, miasta Kirjat Ono i Giwat Szemu’el. Po 1 km jest węzeł drogowy, w którym nad autostradą przechodzi droga łącząca położone na zachodzie miasto Bene Berak z położonym na wschodzie miastem Giwat Szemu’el. Można tędy także dojechać od strony północnej do Uniwersytetu Bar-Ilana w Ramat Gan. Po 2 km dojeżdża się do węzła drogowego z drogą nr 481, którą można dojechać do położonego na zachodzie Bene Berak lub położonego na wschodzie miasta Petach Tikwa. Następnie autostrada przejeżdża wiaduktem nad linią kolejową i rzeką Jarkon i po 4 km dociera do węzła drogowego z autostradą nr 5.

### Autostrada Tel Awiw-Hajfa
Autostrada Tel Awiw-Hajfa (ang. Old Haifa–Tel Awiw Highway; hebr. הכביש הישן) została wybudowana przez Brytyjczyków podczas arabskich rozruchów w latach 1936–1939, aby umożliwić Żydom z Tel Awiwu i Hajfy normalną komunikację z pominięciem arabskich miejscowości.
Po opuszczeniu węzła drogowego z autostradą nr 5, droga nr 4 traci status autostrady i dalej już jako droga ekspresowa omija osiedla miasta Ramat ha-Szaron wykręcając łukiem w kierunku północno-wschodnim. Po 2 km jest zjazd do zamkniętej strefy przemysłowej Israel Weapon Industries (IWI) w Ramat ha-Szaron. Następnie droga wykręca na północ i mija położone po stronie wschodniej osiedla mieszkaniowe miasta Hod ha-Szaron. Po 5 km wykręca na północny wschód, przejeżdża wiaduktem nad drogą łączącą położony na zachodzie moszaw Giwat Chen i na wschodzie moszaw Ramot ha-Szawim (nie ma możliwości bezpośredniego zjazdu do nich) i po 1 km dojeżdża do węzła drogowego, w którym oddziela się od drogi ekspresowej w kierunku północno-wschodnim droga nr 554. Można tędy zjechać do miasta Ra’ananna i moszawu Kefar Malal. Po 500 metrach jest skrzyżowanie z drogą nr 402, na którym można zjechać na zachód do miasta Ra’ananna lub na wschód do miasta Kefar Sawa. Po 1,5 km jest kolejne skrzyżowanie, na którym można zjechać do Otwartego Uniwersytetu Izraela w Ra’ananna.
Po wyjechaniu z aglomeracji miejskiej Gusz Dan, droga ekspresowa nr 4 wykręca łagodnie na północ i po 2 km dojeżdża do węzła drogowego, na którym można zjechać do położonego na zachodzie moszawu Bacra i położonego na wschodzie moszawu Sede Warburg. Po 1 km jest zjazd z nitki zachodniej na drogę nr 5511, która prowadzi do położonego na południowy zachód od drogi moszawu Bene Cijjon. Po przejechaniu 2 km jest węzeł drogowy z drogą nr 551. Około 500 metrów dalej jest zjazd z zachodniej nitki do więzienia Hadarim. Po 1 km jest skrzyżowanie, na którym można zjechać na wschód do miasteczka Tel Mond i moszawu Cherut. Po kolejnym 1 km jest skrzyżowanie z drogą nr 553. Można tutaj zjechać na zachód do miasteczka Ewen Jehuda lub na wschód do moszawu Bene Deror i miasteczka Tel Mond. Po 2 km jest zjazd z zachodniej nitki do miasteczka Ewen Jehuda. Po 1,5 km jest kolejne skrzyżowanie, na którym można zjechać na zachód Ewen Jehuda, a na wschód do miasteczka Coran-Kadima. Po 3 km jest skrzyżowanie z drogą nr 5613, którą można zjechać do położonych na wschodzie miasteczka Pardesijja i moszawu Cur Mosze. Następnie mija się położone po zachodniej stronie moszaw Nordijja i wieś Gannot Hadar, po czym dojeżdża się do skrzyżowania z drogą ekspresową nr 57. Można tutaj zjechać na zachód do wsi Gannot Hadar i moszawu Bet Jicchak-Sza’ar Chefer, lub na wschód do miasteczka Kefar Jona.
Po przejechaniu kolejnych 3 km dojeżdża się do skrzyżowania położonego przy dużym centrum handlowym. Można tutaj zjechać drogą nr 5711 na wschód do moszawu Kefar Monash lub lokalną drogą na zachód do moszawu Kefar Jedidja. W odległości 2 km jest skrzyżowanie na którym można zjechać na wschód do kibucu Ha-Ogen, natomiast zjeżdżając na zachód dojeżdża się do drogi nr 5700, która biegnie równolegle do drogi ekspresowej nr 4 i łączy z sobą kibuce Miszmar ha-Szaron i Mabarot oraz moszawy Kefar Chajjim i Hadar Am. Następnie droga ekspresowa przejeżdża mostem nad rzeką Aleksander i po 2 km dociera do skrzyżowania z odbijającą na zachód drogą nr 5720. Można nią dojechać do moszawu Kefar Witkin. Po 500 metrach jest skrzyżowanie ze zjazdem do położonego po wschodniej stronie moszawu Eljasziw. Po 1,5 km dojeżdżamy do skrzyżowania z drogą nr 581. Można tu zjechać na zachód do moszawu Ge’ule Teman lub na wschód do moszawów Kefar ha-Ro’e i Chibbat Cijjon. Po kolejnych 500 metrach jest skrzyżowanie ze zjazdem na zachód do strefy przemysłowej Emek Hefer. Kierując się dalej na północ droga mija położone na wschodzie moszaw Cherew le-Et i miasteczko Eljachin, po czym dojeżdża do miasta Hadera. Pierwsze skrzyżowanie jest przy osiedlu Bialik, następne to rondo Ha-Mea Square i kolejne przy osiedlach Rambam i Ganei Alno. Następnie droga wykręca łagodnie w kierunku północno-zachodnim, przejeżdża wiaduktem nad linią kolejową i dojeżdża do trzech kolejnych skrzyżowań położonych przy strefie przemysłowej i osiedlu Neve Hayim. Po wyjechaniu z Hadery droga wykręca na północny wschód i dociera do skrzyżowania z drogą ekspresową nr 65. Można tu skręcić na zachód do autostrady nr 2 i Portu Hadera.
Następnie droga mija nadmorskie wydmy i po 2 km dociera do skrzyżowania z drogą nr 651, która prowadzi na zachód do wsi Cezarea i na wschód do strefy przemysłowej Cezarei. Po 3 km dojeżdża się do miasta Or Akiwa. Pierwsze skrzyżowanie jest z ulicą Ha-Nassi Weizmann przy osiedlu Ganei Or. Następnie droga wykręca na północny wschód i biegnie granicą miasta by po 2 km dotrzeć do skrzyżowania z drogą nr 653. Można tu zjechać na zachód do strefy przemysłowej Or Akiwa lub na wschód do miasteczka Binjamina-Giwat Ada. Po minięciu tego skrzyżowania kończy się dwupasmówka i droga nr 4 traci status drogi ekspresowej. Dalej biegnie na północ już jako droga krajowa. Po 2 km jest skrzyżowanie z drogą nr 6531, która prowadzi na zachód do moszawu Bet Chananja i miasteczka Dżisr az-Zarka. Następnie droga mija położony na wzgórzach po wschodniej stronie Rezerwat Przyrody Ramat Ha-Nadiv i po 3 km dociera do skrzyżowania na którym można zjechać na zachód do kibucu Ma’agan Micha’el. Po 1,5 km jest zjazd na wschód do kibucu Majan Cewi i miasteczka Zichron Ja’akow. W odległości 1 km znajduje się skrzyżowanie z drogą ekspresową nr 70. Można tutaj zjechać na zachód do autostrady nr 2. Następnie droga biegnie przy miasteczku Furajdis. Znajdują się tutaj dwa główne skrzyżowania i kilka mniejszych uliczek bocznych.
Po 1 km jest skrzyżowanie z odbijającą na zachód drogą nr 7011, która prowadzi do moszawu Dor i kibucu Nachszolim. Po 3 km jest skrzyżowanie z drogą prowadzącą na zachód do moszawu En Ajjala. Po 1 km jest skrzyżowanie z odchodzącą na wschód drogą nr 7021. Można tutaj zjechać do moszawów Ofer i Kerem Maharal. W odległości 200 metrów dalej jest skrzyżowanie z drogą, która prowadzi do położonego na zachód moszawu Ha-Bonim. Po 500 metrach jest skrzyżowanie ze zjazdem na zachód do moszawu Cerufa i po kolejnych 200 metrach zjazd na wschód do regionalnej szkoły Hof Ha-Karmel. Po 1 km jest skrzyżowanie ze zjazdem do położonego na zachód od drogi moszawu Gewa Karmel. W odległości 1 km jest zjazd na wschód na parking położony u podnóża masywu Góry Karmel. Można stąd udać się na wycieczkę turystyczną lub zwiedzić pobliskie jaskinie. Po 1 km jest zjazd na zachód do kibucu En Karmel. Po kolejnych 3 km jest skrzyżowanie z odbijającą na wschód drogą nr 7111, która prowadzi do wsi En Hod i moszawu Nir Ecjon. Po 1 km jest skrzyżowanie z drogą nr 721, która przychodzi z zachodu i przez 200 metrów biegnie razem z drogą nr 4 by następnie odbić na wschód. Można nią zjechać na zachód do autostrady nr 2 i wioski Atlit, lub na wschód do szkoły artystycznej Beit Tzvi. Po 1 km jest skrzyżowanie ze zjazdem do moszawu Megadim, a po następnych 3 km jest zjazd na zachód do kibucu Ha-Choterim. W odległości 1 km jest zjazd na wschód do miasta Tirat Karmel i po kolejnym 1 km zjazd na zachód do wsi Kefar Gallim. Po 1 km droga ponownie przechodzi w dwupasmówkę i dociera do skrzyżowania, na którym można zjechać na wschód do strefy przemysłowej miasta Tirat Karmel. Znajdują się tutaj cztery skrzyżowania, na których można zjechać do różnych firm położonych w tutejszej strefie przemysłowej.
Następnie droga nr 4 dociera do skrzyżowania na granicy miasta Hajfa. Można tu zjechać na zachód do Międzynarodowego Centrum Konferencyjnego Hajfy. Kawałek dalej znajduje się duży węzeł drogowy z autostradą nr 2. Po 1 km jest zjazd ze wschodniej nitki do osiedla mieszkaniowego Neve David. Po kolejnym 1 km jest skrzyżowanie z odbijającą na wschód drogą nr 672. Można tu zjechać na wschód do osiedli mieszkaniowych Neve David, Ramat Haviv i Sha’ar Ha-Aliya, lub na zachód do popularnej nadmorskiej restauracji Maxim. Następnie droga biegnie wzdłuż nadmorskiej promenady i wykręca łukiem na północny wschód, aby po 1 km dotrzeć do skrzyżowania z ulicą Derech Tsarfat, którą można zjechać do położonego na wschód od drogi osiedla mieszkaniowego Kiryat Shprintsak. Po około 500 metrach, na wysokości Narodowego Instytutu Oceanograficznego, znajduje się zjazd ze wschodniej nitki do osiedla Ein Ha-Yam. Po 1 km z tej samej nitki jest drugi zjazd do osiedla Ein Ha-Yam.
Następnie droga wykręca na wschód i omija cypel Góry Karmel wjeżdżając do nadmorskiej dzielnicy Hajfy. Po 500 metrach jest skrzyżowanie z ulicą Allenby, przy której znajduje się kolejka linowa na górę Karmel. Po 100 metrach jest skrzyżowanie z ulicą Salvador do Narodowego Muzeum Morskiego. Od tego miejsca droga zaczyna wykręcać na południowy wschód. Po 200 metrach jest skrzyżowanie z ulicą Avnera (osiedle Kiryat Eliezer) i droga nr 4 mija położoną na północy stację kolejową Hajfa Bat Gallim. Tuż za nią jest duże skrzyżowanie, od którego w kierunku północnym ulica Heil Ha-Yam prowadzi do nadmorskiej północnej dzielnicy Bat Gallim, a ulica Jamesa de Rotschilda prowadzi do południowych dzielnic miasta.

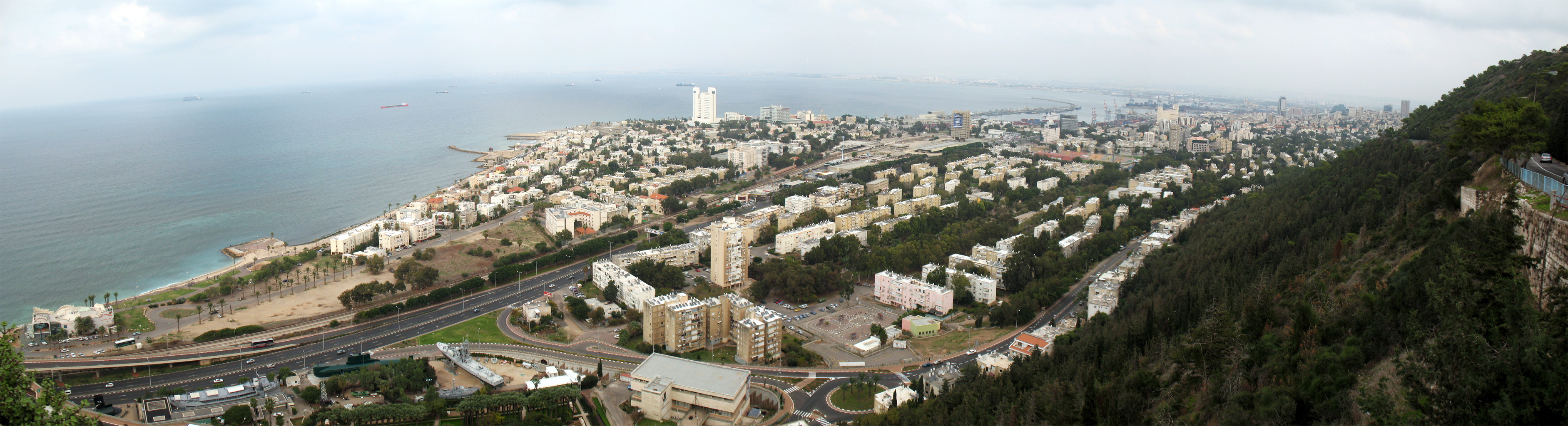
Panorama portu Hajfa z widoczną drogą nr 4

Około 200 metrów dalej droga rozdziela się na dwie nitki, które od północy i południa omijają stary cmentarz Hajfy. W tym miejscu droga biegnie bezpośrednio przy porcie Hajfa. Po 200 metrach jest skrzyżowanie z ulicą Ben Guriona, która prowadzi do Niemieckiej Kolonii. Po kolejnych 300 metrach jest skrzyżowanie ze zjazdem do stacji kolejowej Hajfa Merkaz-ha-Szemona oraz do terminalu pasażerskiego w porcie Hajfa. Po 300 metrach jest skrzyżowanie z ulicą Sha’ar Palmer, a po następnych 500 metrach zjazd do terminali kontenerowych portu Hajfa. Od tego miejsca droga nr 4 biegnie już na południe i dociera do skrzyżowania z możliwością zjazdu do dzielnicy Kiryat Rabin.

### Autostrada Północnego Wybrzeża
Autostrada Północnego Wybrzeża (ang. Northern Coastal Highway; hebr. חוף הגליל – מדרום לצפון) biegnie od Hajfy do Kefar Rosz ha-Nikra na północy Izraela.
Na wysokości dzielnicy Kiryat Rabin jest rozjazd z węzłem drogowym, na którym bierze swój początek autostrada nr 22 . Droga nr 4 biegnie dalej na południowy wschód i przebiega pod autostradą nr 22, która wykręca na wschód.
Po oddzieleniu się od autostrady nr 22, droga ponownie rozdziela się na dwie odrębne nitki. Po 200 metrach jest zjazd z południowej nitki do dzielnicy Nachala. Po około 100 metrów jest kilka skrzyżowań ze zjazdami do osiedla al-Khalisa. Po kolejnych 100 metrach jest rozjazd z ulicą Yad La-Banim, umożliwiającą dojechanie do osiedla Tel Amal. Po około 300 metrach jest węzeł drogowy, na którym można zjechać na północny wschód do terminali chemicznych (Port Kiszon) w porcie Hajfa, lub na południe do dzielnicy Neve Josef.
Następnie droga ekspresowa nr 4 wyjeżdża ze śródmieścia Hajfy i po 2 km dociera do węzła drogowego z drogą nr 752. Droga nr 4 wykręca tutaj wiaduktem w kierunku północno-wschodnim, natomiast pod nią przebiega w kierunku południowo-wschodnim droga nr 752, którą można dojechać do dalej na południe położonych obszarów strefy przemysłowej Hajfy. Po 500 metrach jest skrzyżowanie umożliwiające zjechanie do Craft’s & Commerce Area, za którą jest skrzyżowanie z drogą ekspresową nr 75. Po 100 metrach jest skrzyżowanie z ulicą Ha-Ashlag, która prowadzi na południe do strefy przemysłowej hi-tech. Drugi zjazd do tej strefy jest po 600 metrach na skrzyżowaniu z ulicą Hahemesh. Następnie droga przejeżdża nad rzeką Kiszon i dojeżdża do dwóch zjazdów do rafinerii Hajfy.
Po 1,5 km jest duże skrzyżowanie Vulkan Square położone w strefie przemysłowej Hutsot Ha-Mifratz. Można tutaj skręcić na zachód i ulicą Mosze Dajana dojechać do autostrady nr 22, portu lotniczego Hajfy i mariny. Po 500 metrach jest skrzyżowanie z wjazdem do środkowej części strefy przemysłowej Hutsot Ha-Mifratz. Po 1,5 km jest węzeł drogowy, na którym można zjechać na północny zachód by ulicą Halutsei Ha-Ta’asiya wjechać w nadmorską strefę przemysłową Hajfy, lub na południowy wschód by ulicą Ha-Dshanim wjechać do strefy przemysłowej miasta Kirjat Atta. Po przejechaniu 500 metrów wjeżdża się do miasta Kirjat Bialik i pierwsze skrzyżowanie jest z ulicą Jicchak Ben-Cewi, która prowadzi na północ do osiedla Hajfy, Kirjat Chajjim. Po 500 metrach jest skrzyżowanie z drogą nr 781, którą można zjechać do moszawu Kefar Bialik.
Następnie droga nr 4 biegnie pomiędzy dwoma miastami, mijając po stronie wschodniej Kirjat Bialik, a zachodniej Kirjat Mockin. Pierwsze skrzyżowanie jest z ulicami Goshen i Yerushalayim. Drugie z ulicami Ussiskhin i Efrayim. Następnie jest skrzyżowanie z ulicą Ha-Gefen i po około 500 metrach droga nr dojeżdża do dużego skrzyżowania zwanego Tsabar Center. Zbiegają się tutaj najważniejsze ulice obu miast tworząc centrum ośrodka miejskiego. Następne skrzyżowanie jest z ulicą Shivtei Israel, potem z ulicą Rabina i kolejne to zjazd do centrum handlowego Kiryon.
Kilkaset metrów za centrum handlowym Kiryon znajduje się skrzyżowanie z drogą ekspresową nr 79  (Kirjat Bialik-Mashhad). Następne skrzyżowanie jest z drogą nr 7911 . Po około 1 km jest skrzyżowanie z ulicą Yerushalayim, która biegnie na zachód wzdłuż północnej granicy miasta Kirjat Mockin do miasta Kirjat Jam. Po 500 metrach jest skrzyżowanie z ulicą Hen, która jest południowym wjazdem do strefy przemysłowej Tsur Shalom. Drugi północny wjazd znajduje się w odległości 1 km.
Po 1 km jest skrzyżowanie na którym można zjechać na zachód do strefy przemysłowej Milu’ot South lub na północny wschód do kibucu Kefar Masaryk. Po 500 metrach jest skrzyżowanie ze zjazdem na zachód do strefy przemysłowej Sha’ar Na’aman. Po 100 metrach jest drugi zjazd do kibucu Kefar Masaryk, a jednocześnie zjazd do szkół Gvanim i Ganim, oraz do kibucu En ha-Mifrac. Po 200 metrach jest skrzyżowanie ze zjazdem na zachód do strefy przemysłowej Elrom. Po 1 km jest duże skrzyżowanie, na którym można zjechać na wschód do kibucu En ha-Mifrac lub na północny zachód do miasta Akka.
Następnie droga ekspresowa nr 4 wykręca łagodnie na północny wschód i omija łukiem miasto Akka. Po 2 km znajduje się skrzyżowanie z drogą ekspresową nr 85  (Akka-Korazim). Dalej droga nr 4 omija łukiem Akko, mija położoną po zachodniej stronę świątynię Bahaizmu al-Bahja i po 3 km dociera do skrzyżowania ze zjazdem do kibucu Shomrat. 200 metrów dalej jest skrzyżowanie z drogą nr 8510 , którą można zjechać na zachód do miasta Akka i moszawu Bustan ha-Galil.
Po 1 km jest skrzyżowanie ze zjazdem na zachód do ośrodka absorpcji imigrantów Hatzerot Yassaf. 100 metrów dalej jest zjazd do kibucu Lochame ha-Geta’ot. 2 km dalej jest skrzyżowanie z drogą nr 8611 , którą można zjechać na wschód do moszawu Regba. 100 metrów dalej jest zjazd na zachód do moszawu Shavei Tzion, po następnych 100 metrach zjazd na wschód do miasteczka Mazra’a i po kolejnych 200 metrach zjazd na wschód do centrum handlowego oraz miasteczka Mazra’a i kibucu Ewron.
Następnie droga ekspresowa nr 4 dociera do miasta Naharijja. Pierwsze skrzyżowanie jest z ulicą Zalmana Shazara, którą można zjechać do centrum handlowego Ha-Tsafon i osiedla mieszkaniowego Ein Sara Havatika. Po 500 metrach jest zjazd na wschód do kibucu Ewron. Następnie jest skrzyżowanie z ulicą Issy Les Moulineaux, która prowadzi na wschód do osiedla Giv’at Usishkin. Do tego osiedla prowadzi również następna ulica Moshe Sneha. W centrum Naharijji jest skrzyżowanie z drogą ekspresową nr 89  (Naharijja-Elifelet). Za tym skrzyżowaniem droga nr 4 traci status drogi ekspresowej i dalej biegnie jako normalna droga krajowa.
Po 200 metrach jest skrzyżowanie z ulicą Derech Yechiam prowadzącą na wschód do osiedla Kiryat Asor, i po kolejnych 100 metrach skrzyżowanie z ulicą Ha-Meyasedim prowadzącą na zachód do wybrzeża. Po 1 km jest rondo ze zjazdem do osiedla Giv’at Sharet. Następne skrzyżowanie jest z ulicą Masaryka, prowadzącą na zachód do osiedla Shikun Vatikim. Po 200 metrach dojeżdża się do położonego na wschód od drogi osiedla Giv’at Trumpeldor, do którego są dwa zjazdy. Potem jest jeszcze zjazd na zachód do osiedla Rasko Haklait i droga dojeżdża do skrzyżowania ze zjazdem do podmiejskiego kibucu Sa’ar. Kolejne dwa zjazdy na zachód prowadzą do strefy przemysłowej Naharijji.
Po opuszczeniu miasta Naharijja, droga nr 4 dojeżdża do skrzyżowania ze zjazdem do położonego na wschód od drogi kibucu Geszer ha-Ziw. Po 3 km jest skrzyżowanie ze zjazdem na wschód do moszawu Liman i po 100 metrach skrzyżowanie ze zjazdem na zachód do strefy przemysłowej Achziw Milu’ot.
Po 1 km jest skrzyżowanie z drogą nr 899, która prowadzi na wschód do moszawu Becet. Następnie droga wykręca w kierunku północno-zachodnim i po 1 km dociera do kibucu Kefar Rosz ha-Nikra. Około 1 km dalej są nadmorskie białe klify Rosz ha-Nikra oraz nieczynne przejście graniczne Rosz ha-Nikra z Libanem.

## Plany budowy
Izraelskie Ministerstwo Transportu planuje w przyszłości rozbudować i zmodernizować drogę, aby na całej swojej długości posiadała status autostrady.